# Gutshaus Boldevitz

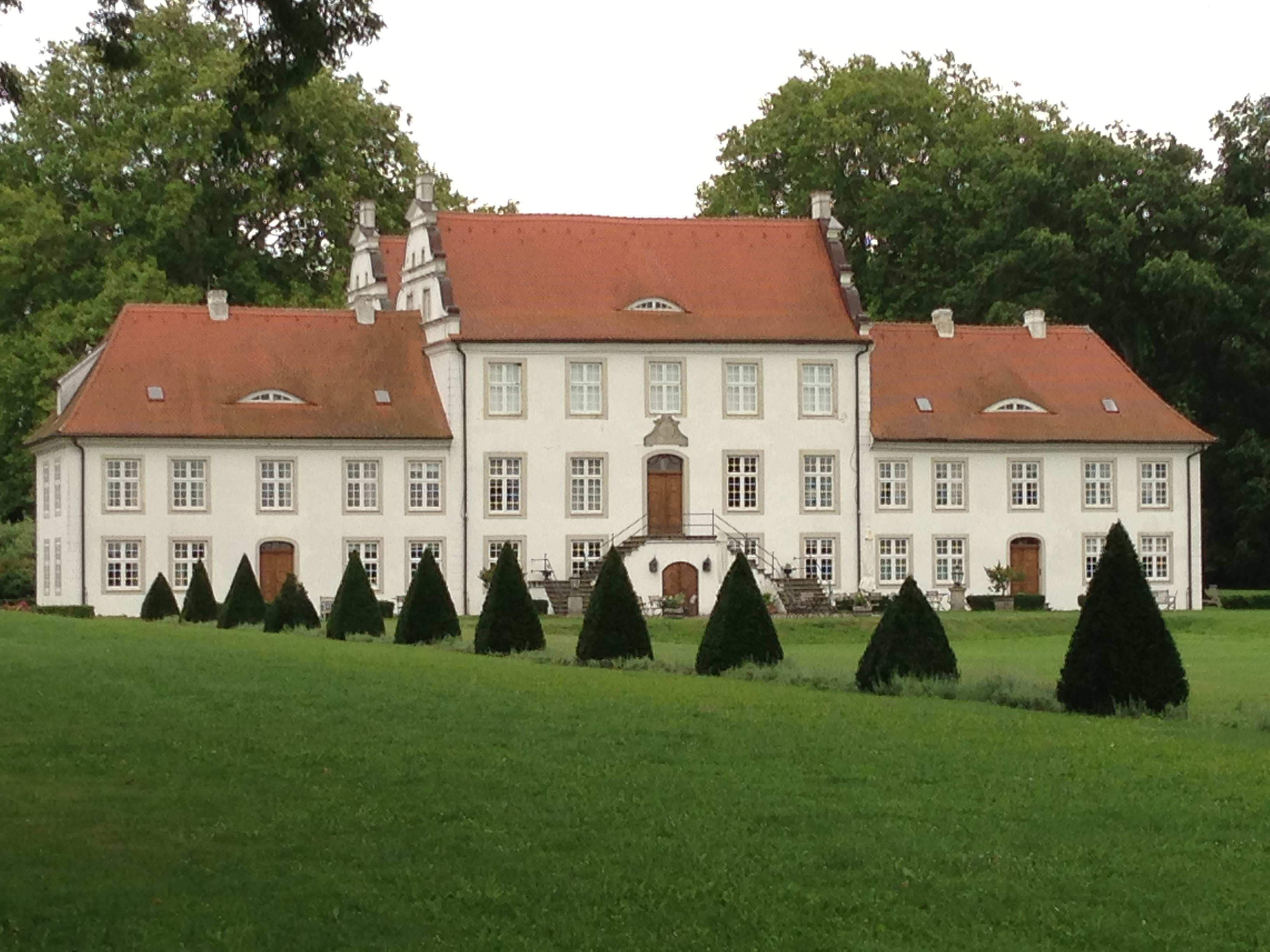
Das Herrenhaus auf Gut Boldevitz

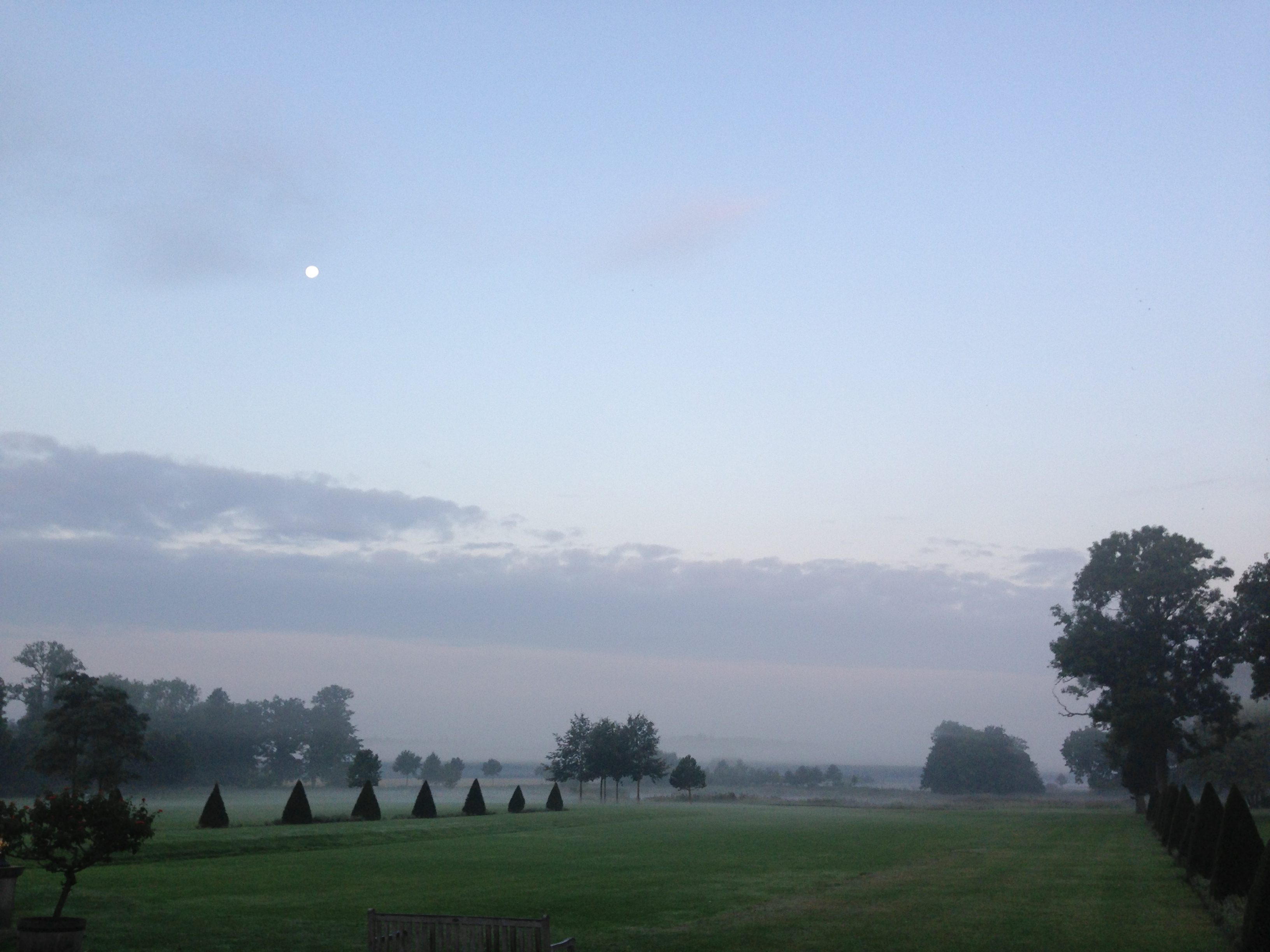
Der Park im Morgenlicht

Das Gutshaus Boldevitz ist ein Herrenhaus in Boldevitz, einem Ortsteil von Parchtitz im Landkreis Vorpommern-Rügen. Mit dem markanten Doppelgiebel ist das Gebäude das letzte seiner Art auf Rügen und ein herausragendes Architekturdenkmal im Inneren der Insel.

## Geschichte

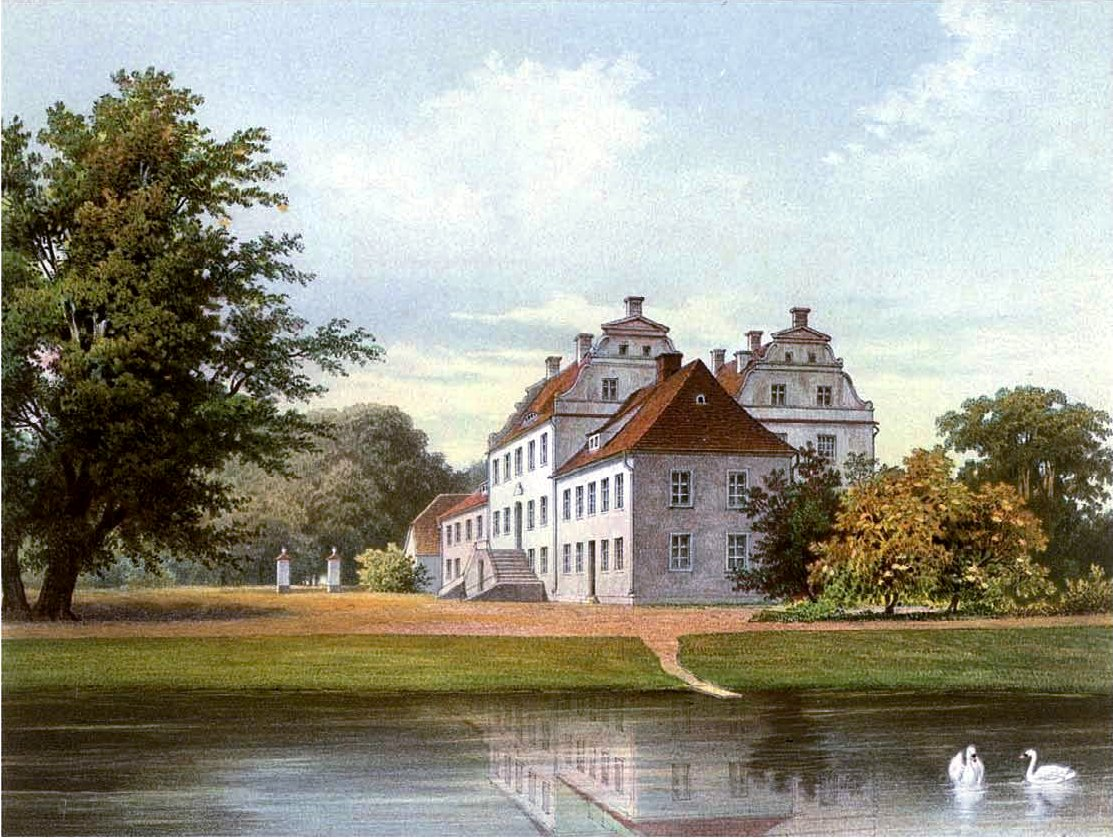
Gutshaus Boldevitz um 1861/62, Sammlung Alexander Duncker

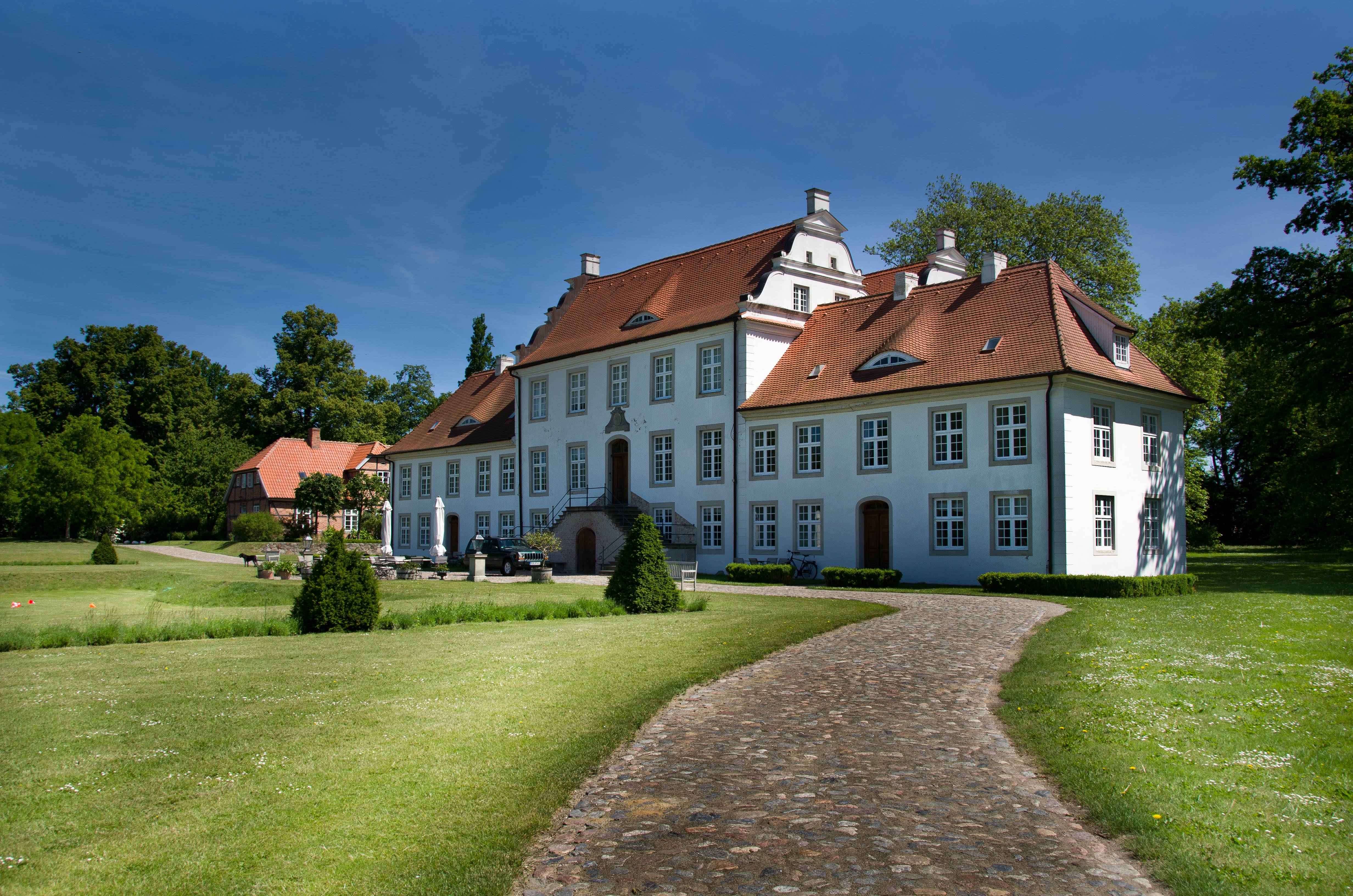
Das Gutshaus vom Park aus

Das Gut Boldevitz befand sich seit dem 13. Jahrhundert im Besitz der Familie von Rotermund. Unter Claus von Rotermund entstand um 1600 der Kern des Herrenhauses. Landrat Philipp von Rotermund ließ es 1635 oder 1655/58 umbauen. Angeblich wurden dafür die Steine der 1550 aufgehobenen Kirche der ehemaligen Johanniterkommende Maschenholz verwendet. Als 1712 die Familie mit Caspar Detlef von Rotermund in männlicher Linie ausstarb, ging der Besitz an seinen Schwiegersohn, den schwedischen General Carl Gustav Graf Mellin über. 1744 kam das Gut an die Familie von Putbus.
1762 erwarb der Regierungsrat Adolf Friedrich von Olthof das Gut, der hier einen Kreis von Verwandten und Freunden versammelte und sich als Kunstmäzen betätigte. Er holte den jungen und damals noch weitgehend unbekannten Landschaftsmaler Jakob Philipp Hackert nach Boldevitz, der zwischen 1762 und 1764 sechs großflächige Landschaftstapeten fertigte. Erstmals wurden dabei auch Motive der rügenschen Landschaft dargestellt. Johann Wolfgang von Goethe, der 1811 eine Biographie Hackerts herausgab, erwähnte das Gut unter dem Namen „Bolwitz“. In dieser Zeit erfolgte wohl die Anlage des Parks. Nachdem 1777 das Konkursverfahren gegen Olthof eröffnet worden war, kam es 1780 zum Verkauf des Gutes.
Erworben wurde es durch die Familie von Wackenitz, respektive von der Lancken. 1784 erfolgten durch die neuen Besitzer weitere Umbauten am Herrenhaus; sie ließen die beiden Seitenflügel errichten. Friedrich von der Lancken (1778–1837) hatte 1816 Emilie von der Wakenitz-Klevenow (1801–1888) geheiratet, deren Vater eigentlich Gutsherr auf Boldevitz war, und wurde unter dem Namen von der Lancken-Wakenitz in den Freiherrenstand erhoben. Dem gut situierten Oskar Freiherr von der Lancken-Wakenitz, geboren 1867 in Boldevitz, verstorben in Bergen 1939, gehörten Ende der 1930er Jahre der Güterkomplex Boldevitz, Rittergut Müglitz mit Zühlitz sowie das Rittergut Neuendorf, gesamt 707 ha Fläche. Die letztgenannten Besitzungen waren verpachtet. Boldevitz galt als anerkannter Saatzuchtbetrieb. Desgleichen wurden eine Fohlenzucht unterhalten und eine mittelgroße Schafsviehwirtschaft betrieben. Seit 1938/1939 führte der spätere Oberstleutnant, Adoptivsohn und Erbe Silvius von Albedyll (1899–1947) den vollständigen Namen von Lancken-Wackenitz-Albedyll. Silvius von Albedyll war der Sohn der Cari von der Lancken-Wakenitz-Boldevitz und des Generalmajors Heinrich von Albedyll. Boldevitz gehörte ihm bis zur Enteignung der Familie im Zuge der Bodenreform 1945.
Nach dem Zweiten Weltkrieg wurden im Haus Flüchtlinge untergebracht. Silvius von der Lancken-Wakenitz von Albedyll, der Besitzer aus der Zeit vor 1945, hatte sich nach der Kapitulation hierher zurückgezogen. am 20. März 1946 wurde er hier durch die sowjetischen Besatzungsbehörden verhaftet. Die Landwirtschaft wurde als Volkseigenes Gut weitergeführt, das Gutshaus diente als Verwaltungssitz und Kulturhaus. Später wurden ein Kindergarten und 12 Wohnungen eingerichtet.
Nach der Wiedervereinigung wurde das Gut privatisiert. Ab 1993 begann die Familie von Wersebe mit der Restaurierung des Gutsensembles. Alle nach dem 18. Jahrhundert entstandenen Anbauten am Herrenhaus sind entfernt worden. Die zu DDR-Zeiten ins Jagdschloss Granitz ausgelagerten Landschaftstapeten wurden in Dresden restauriert.
Das Herrenhaus Boldevitz wird heute auch touristisch genutzt, Seitenflügel und Nebengebäude stehen als Ferienwohnungen und die Kapelle für Hochzeiten zur Verfügung. Unter dem Namen „Gut Rodewitz“ ist das Gutshaus ferner Filmkulisse für einen Nebenschauplatz der Fernsehserie „Hallo Robbie!“

## Gebäude
Das zentrale Gebäude stammt aus der Zeit um 1600 und ist ein dreigeschossiger fünfachsiger Putzbau auf annähernd quadratischem Grundriss. Mitte des 17. Jahrhunderts erfolgte eine erste Umgestaltung. Die zwei parallelen Satteldächer, deren geschweifte Volutengiebel von vertikalen Doppelgesimsen gegliedert sind, sind heute für Rügen einmalig. Das ebenso gestaltete Herrenhaus in Üselitz verfiel in den 1970er Jahren zu einer Ruine, der Wiederaufbau wurde 2018 abgeschlossen. Ab 1783 ließ Christian Friedrich von der Lancken das Herrenhaus Boldevitz um die zwei zweigeschossigen, fünfachsigen Seitenflügel erweitern, das Allianzwappen über dem hofseitigen Hauptportal im ersten Obergeschoss erinnert an diesen Umbau.

## Park
Der im 17. Jahrhundert angelegte Gutspark wurde im 19. Jahrhundert zum Englischen Landschaftsgarten mit Schwanenteich umgestaltet. Seine Größe beträgt etwa elf Hektar. Der Zugang von Norden erfolgte durch ein von Löwen gekröntes Tor, das von Süden in den Park führende Tellertor ist 2011 rekonstruiert worden.
Im Park befindet sich eine 1839 errichtete klassizistische Kapelle mit flachem Satteldach und eingezogener Apsis. Sie ersetzte einen Vorgängerbau von 1655.